# Shannonomyia (Shannonomyia) neoseclusa
Shannonomyia (Shannonomyia) neoseclusa is een tweevleugelige uit de familie steltmuggen (Limoniidae). De soort komt voor in het Neotropisch gebied.